# 威勝集團
威胜集团控股有限公司，简称威胜集团控股，以及威胜集团（英語：Wasion Group Holdings Limited，港交所：3393），前身为「威胜仪表集团有限公司」，在1992年，于湖南长沙（总部）成立「湖南威勝電子有限公司」，其后2002年结业。在2000年，被「香港金盈投資有限公司」（由吉为（董事长兼首席执行官）主要股东），以及湖南省國際經濟開發（集團）公司成立「長沙威勝電子有限公司」。
业务为国内经营研发、生产、销售能源计量设备、系统和服务供应。
股份在2005年12月19日，于港交所主版上市。招股价为1.12港元，发行新股为1.8亿股，集资为2.016亿港元。

## 连结
- wasion.cn （页面存档备份，存于）